# Svenska Cupen 2016-2017
La Svenska Cupen 2016-2017 è stata la 61ª edizione del torneo, la quinta consecutiva col formato stagionale autunno-primavera. Il torneo è stato vinto per la prima volta dall'Östersund, che in finale ha sconfitto l'IFK Norrköping per 4-1.

## Calendario
Di seguito il calendario della competizione:
| Fase        | Turno            | Date                            |
| ----------- | ---------------- | ------------------------------- |
| Preliminari | 1º turno         | dal 17 maggio al 3 agosto 2016  |
| Preliminari | 2º turno         | 24-25 agosto 2016               |
| Fase finale | Fase a gironi    | dal 18 febbraio al 5 marzo 2017 |
| Fase finale | Quarti di finale | 11-12 marzo 2017                |
| Fase finale | Semifinali       | 18-19 marzo 2017                |
| Fase finale | Finale           | 13 aprile 2017                  |

## Turno preliminare
Le associazioni calcistiche distrettuali potevano scegliere di organizzare apposite qualificazioni o selezionare dal ranking le squadre ammesse ai turni preliminari.

## Primo turno
Al primo turno hanno partecipato 64 squadre provenienti dai livelli inferiori al secondo del campionato svedese di calcio.
| Squadra 1           | Risultato              | Squadra 2        |
| ------------------- | ---------------------- | ---------------- |
| 17 maggio 2016      |                        |                  |
| Sollentuna FK       | 2 - 1                  | Vasalund         |
| 1º giugno 2016      |                        |                  |
| FC Rosengård        | 2 - 4                  | FC Höllviken     |
| Onsala BK           | 4 - 1                  | Västra Frölunda  |
| 8 giugno 2016       |                        |                  |
| Huddinge IF         | 2 - 2 (dts) (rig: 2-4) | Enskede IK       |
| Åby IF              | 0 - 5                  | Nyköpings BIS    |
| 14 giugno 2016      |                        |                  |
| Halmia              | 1 - 4                  | Landskrona BoIS  |
| 15 giugno 2016      |                        |                  |
| Gnosjö IF           | 4 - 2                  | Assyriska BK     |
| Grebbestads IF      | 3 - 1                  | Qviding          |
| Procyon BK          | 0 - 4                  | Gamla Uppsala SK |
| Kållered SK         | 1 - 5                  | Utsiktens BK     |
| 21 giugno 2016      |                        |                  |
| Dalhem              | 1 - 3                  | Brommapojkarna   |
| 22 giugno 2016      |                        |                  |
| Ytterhogdals IK     | 7 - 1                  | Team TG          |
| 27 giugno 2016      |                        |                  |
| Enhörna             | 2 - 3                  | Västerås SK      |
| 28 luglio 2016      |                        |                  |
| IK Klockaretorpet   | 0 - 1                  | Smedby AIS       |
| Fjärås              | 2 - 3                  | Torslanda IK     |
| 2 agosto 2016       |                        |                  |
| Österlen FF         | 0 - 2                  | Kristianstad FC  |
| IF Viken            | 3 - 2                  | SK Sifhälla      |
| IFK Tidaholm        | 0 - 1                  | Lidköpings FK    |
| Vimmerby IF         | 0 - 4                  | Oskarshamns AIK  |
| 3 agosto 2016       |                        |                  |
| Härnösands FF       | 0 - 4                  | IFK Luleå        |
| Ronneby             | 1 - 2                  | Växjö BK         |
| Kubikenborgs IF     | 0 - 1                  | Söderhamns FF    |
| Arameisk-Syrianska  | 4 - 2                  | Akropolis        |
| Sandvikens IF       | 3 - 0                  | Brage            |
| Karlstad BK         | 3 - 2                  | Forward          |
| Vänersborgs IF      | 0 - 1                  | Vänersborgs FK   |
| Falköping           | 0 - 2                  | Gauthiod         |
| Myresjö/Vetlanda FK | 0 - 5                  | Öster            |
| Eskilsminne         | 1 - 2 (dts)            | IFK Hässleholm   |
| IFK Trelleborg      | 1 - 1 (dts) (rig: 6-7) | Torns IF         |
| Haninge FF          | 3 - 4 (dts)            | BKV Norrtälje    |
| Täby FK             | 3 - 2                  | Boo FK           |

## Secondo turno
Al secondo turno partecipano le 32 squadre vincenti il primo turno, le 16 squadre provenienti dalla Superettan e le 16 squadre provenienti dalla Allsvenskan.
| Squadra 1          | Risultato              | Squadra 2        |
| ------------------ | ---------------------- | ---------------- |
| 24 agosto 2016     |                        |                  |
| IF Viken           | 0 - 9                  | Degerfors        |
| IFK Luleå          | 0 - 2                  | AIK              |
| Nyköpings BIS      | 2 - 1                  | AFC United       |
| Ytterhogdals IK    | 2 - 2 (dts) (rig: 4-2) | Syrianska        |
| Torslanda IK       | 0 - 2                  | IFK Värnamo      |
| Gnosjö IF          | 0 - 4                  | Helsingborg      |
| Grebbestads IF     | 0 - 3                  | Kalmar           |
| Lidköpings FK      | 0 - 2                  | Trelleborg       |
| Karlstad BK        | 0 - 4                  | Örebro           |
| Onsala BK          | 0 - 6                  | Ängelholms FF    |
| Smedby AIS         | 1 - 5                  | Djurgården       |
| Söderhamns FF      | 0 - 1                  | Gefle            |
| Sandvikens IF      | 1 - 2                  | Åtvidaberg       |
| Enskede IK         | 0 - 3                  | Sirius           |
| Arameisk-Syrianska | 3 - 0                  | Assyriska        |
| Brommapojkarna     | 4 - 2                  | Frej             |
| Öster              | 0 - 3                  | GAIS             |
| Utsiktens BK       | 0 - 4                  | Falkenberg       |
| Vänersborgs FK     | 2 - 0                  | Jönköpings Södra |
| Växjö BK           | 1 - 11                 | Häcken           |
| Gamla Upsala SK    | 1 - 2                  | Hammarby         |
| Västerås SK        | 0 - 4                  | IFK Norrköping   |
| Täby FK            | 0 - 2                  | Dalkurd          |
| 25 agosto 2016     |                        |                  |
| FC Höllviken       | 1 - 2 (dts)            | Örgryte          |
| Torns IF           | 1 - 3                  | Varberg          |
| Kristianstad FC    | 3 - 3 (dts) (rig: 3-2) | Ljungskile       |
| Gauthiod           | 0 - 7                  | Elfsborg         |
| BKV Norrtälje      | 1 - 0                  | GIF Sundsvall    |
| Landskrona BoIS    | 3 - 1                  | Malmö FF         |
| IFK Hässleholm     | 0 - 4                  | Halmstad         |
| 6 settembre 2016   |                        |                  |
| Sollentuna FK      | 0 - 2                  | Östersund        |
| 13 ottobre 2016    |                        |                  |
| Oskarshamns AIK    | 0 - 6                  | IFK Göteborg     |

## Fase a gironi
Le 32 squadre vincenti il secondo turno sono state divise in 8 gironi da 4 squadre ciascuno. Per il sorteggio sono stati creati due gruppi in base alla posizione delle squadre alla fine della stagione 2016: nel primo gruppo sono state inserite le 16 migliori squadre, nel secondo gruppo le restanti 16. In ciascun girone le squadre si affrontano una volta sola. Le squadre migliori e le squadre provenienti dalla terza serie o inferiori hanno il diritto di giocare due partite in casa. La fase a gironi è iniziata il 19 febbraio 2017 e si è conclusa il 5 marzo 2017. La rinuncia volontaria dell'Ängelholm, in crisi societaria, ha portato al ripescaggio del Ljungskile. Si sono qualificate ai quarti di finale le squadre prime classificate in ciascun gruppo.

### Gruppo 1
| Pos. | Squadra         | Pt | G | V | N | P | GF | GS | DR |
| ---- | --------------- | -- | - | - | - | - | -- | -- | -- |
| 1.   | AIK             | 7  | 3 | 2 | 1 | 0 | 4  | 0  | +4 |
| 2.   | Dalkurd         | 5  | 3 | 1 | 2 | 0 | 3  | 1  | +2 |
| 3.   | Kristianstad FC | 3  | 3 | 1 | 0 | 2 | 3  | 7  | -2 |
| 4.   | GAIS            | 1  | 3 | 0 | 1 | 2 | 3  | 5  | -2 |

| 18 febbraio 2017 | Kristianstad FC | 1 - 3 | Dalkurd         | Kristianstad |
| 19 febbraio 2017 | AIK             | 1 - 0 | GAIS            | Solna        |
| 25 febbraio 2017 | Kristianstad FC | 0 - 3 | AIK             | Kristianstad |
| 25 febbraio 2017 | Dalkurd         | 2 - 2 | GAIS            | Borlänge     |
| 5 marzo 2017     | GAIS            | 1 - 2 | Kristianstad FC | Göteborg     |
| 5 marzo 2017     | AIK             | 0 - 0 | Dalkurd         | Solna        |

### Gruppo 2
| Pos. | Squadra        | Pt | G | V | N | P | GF | GS | DR |
| ---- | -------------- | -- | - | - | - | - | -- | -- | -- |
| 1.   | IFK Norrköping | 5  | 3 | 1 | 2 | 0 | 10 | 3  | +7 |
| 2.   | Vänersborgs FK | 5  | 3 | 1 | 2 | 0 | 7  | 5  | +2 |
| 3.   | Halmstad       | 4  | 3 | 1 | 1 | 1 | 6  | 9  | -3 |
| 4.   | Örgryte        | 1  | 3 | 0 | 1 | 2 | 2  | 8  | -6 |

| 18 febbraio 2017 | Vänersborgs FK | 2 - 2 | Halmstad       | Vänersborg |
| 19 febbraio 2017 | IFK Norrköping | 1 - 1 | Örgryte        | Norrköping |
| 25 febbraio 2017 | Vänersborgs FK | 2 - 2 | IFK Norrköping | Vänersborg |
| 25 febbraio 2017 | Halmstad       | 4 - 0 | Örgryte        | Halmstad   |
| 4 marzo 2017     | Örgryte        | 1 - 3 | Vänersborgs FK | Göteborg   |
| 4 marzo 2017     | IFK Norrköping | 7 - 0 | Halmstad       | Norrköping |

### Gruppo 3
| Pos. | Squadra            | Pt | G | V | N | P | GF | GS | DR  |
| ---- | ------------------ | -- | - | - | - | - | -- | -- | --- |
| 1.   | IFK Göteborg       | 7  | 3 | 2 | 1 | 0 | 11 | 4  | +7  |
| 2.   | Sirius             | 7  | 3 | 2 | 1 | 0 | 9  | 2  | +7  |
| 3.   | Ljungskile         | 3  | 3 | 1 | 0 | 2 | 4  | 5  | -1  |
| 4.   | Arameisk-Syrianska | 0  | 3 | 0 | 0 | 3 | 0  | 13 | -13 |

| 18 febbraio 2017 | IFK Göteborg       | 3 - 2 | Ljungskile         | Göteborg   |
| 19 febbraio 2017 | Arameisk-Syrianska | 0 - 5 | Sirius             | Södertälje |
| 25 febbraio 2017 | Sirius             | 2 - 0 | Ljungskile         | Uppsala    |
| 26 febbraio 2017 | IFK Göteborg       | 6 - 0 | Arameisk-Syrianska | Göteborg   |
| 4 marzo 2017     | Ljungskile         | 2 - 0 | Arameisk-Syrianska | Uddevalla  |
| 4 marzo 2017     | IFK Göteborg       | 2 - 2 | Sirius             | Göteborg   |

### Gruppo 4
| Pos. | Squadra         | Pt | G | V | N | P | GF | GS | DR |
| ---- | --------------- | -- | - | - | - | - | -- | -- | -- |
| 1.   | Elfsborg        | 7  | 3 | 2 | 1 | 0 | 11 | 3  | +8 |
| 2.   | IFK Värnamo     | 5  | 3 | 1 | 2 | 0 | 4  | 3  | +1 |
| 3.   | Falkenberg      | 4  | 3 | 1 | 1 | 1 | 5  | 7  | -2 |
| 4.   | Ytterhogdals IK | 0  | 3 | 0 | 0 | 3 | 0  | 7  | -7 |

| 18 febbraio 2017 | Ytterhogdals IK | 0 - 3 | Falkenberg      | Ljusdal    |
| 19 febbraio 2017 | Elfsborg        | 2 - 2 | IFK Värnamo     | Borås      |
| 25 febbraio 2017 | Falkenberg      | 1 - 1 | IFK Värnamo     | Falkenberg |
| 26 febbraio 2017 | Ytterhogdals IK | 0 - 3 | Elfsborg        | Ljusdal    |
| 5 marzo 2017     | IFK Värnamo     | 1 - 0 | Ytterhogdals IK | Värnamo    |
| 5 marzo 2017     | Elfsborg        | 6 - 1 | Falkenberg      | Borås      |

### Gruppo 5
| Pos. | Squadra         | Pt | G | V | N | P | GF | GS | DR |
| ---- | --------------- | -- | - | - | - | - | -- | -- | -- |
| 1.   | Trelleborg      | 7  | 3 | 2 | 1 | 0 | 5  | 3  | +2 |
| 2.   | Kalmar          | 5  | 3 | 1 | 2 | 0 | 6  | 3  | +3 |
| 3.   | Landskrona BoIS | 4  | 3 | 1 | 1 | 1 | 5  | 5  | 0  |
| 4.   | Gefle           | 0  | 3 | 0 | 0 | 3 | 2  | 7  | -5 |

| 19 febbraio 2017 | Kalmar          | 1 - 1 | Trelleborg      | Kalmar     |
| 19 febbraio 2017 | Landskrona BoIS | 2 - 1 | Gefle           | Landskrona |
| 26 febbraio 2017 | Gefle           | 1 - 2 | Trelleborg      | Gävle      |
| 26 febbraio 2017 | Landskrona BoIS | 2 - 2 | Kalmar          | Landskrona |
| 4 marzo 2017     | Trelleborg      | 2 - 1 | Landskrona BoIS | Trelleborg |
| 4 marzo 2017     | Kalmar          | 3 - 0 | Gefle           | Kalmar     |

### Gruppo 6
| Pos. | Squadra        | Pt | G | V | N | P | GF | GS | DR |
| ---- | -------------- | -- | - | - | - | - | -- | -- | -- |
| 1.   | Brommapojkarna | 7  | 3 | 2 | 1 | 0 | 8  | 2  | +6 |
| 2.   | Degerfors      | 6  | 3 | 2 | 0 | 1 | 6  | 7  | -1 |
| 3.   | Djurgården     | 4  | 3 | 1 | 1 | 1 | 3  | 3  | 0  |
| 4.   | Helsingborg    | 0  | 3 | 0 | 0 | 3 | 2  | 7  | -5 |

| 18 febbraio 2017 | Brommapojkarna | 3 - 0 | Helsingborg    | Stoccolma   |
| 20 febbraio 2017 | Djurgården     | 1 - 2 | Degerfors      | Stoccolma   |
| 26 febbraio 2017 | Helsingborg    | 2 - 3 | Degerfors      | Helsingborg |
| 27 febbraio 2017 | Brommapojkarna | 1 - 1 | Djurgården     | Stoccolma   |
| 4 marzo 2017     | Djurgården     | 1 - 0 | Helsingborg    | Stoccolma   |
| 4 marzo 2017     | Degerfors      | 1 - 4 | Brommapojkarna | Degerfors   |

### Gruppo 7
| Pos. | Squadra       | Pt | G | V | N | P | GF | GS | DR |
| ---- | ------------- | -- | - | - | - | - | -- | -- | -- |
| 1.   | Östersund     | 9  | 3 | 3 | 0 | 0 | 8  | 2  | +6 |
| 2.   | Hammarby      | 4  | 3 | 1 | 1 | 1 | 6  | 6  | 0  |
| 3.   | Varberg       | 2  | 3 | 0 | 2 | 1 | 5  | 6  | -1 |
| 4.   | Nyköpings BIS | 1  | 3 | 0 | 1 | 2 | 4  | 9  | -4 |

| 18 febbraio 2017 | Nyköpings BIS | 2 - 3 | Hammarby      | Nyköping  |
| 18 febbraio 2017 | Östersund     | 2 - 1 | Varberg       | Östersund |
| 25 febbraio 2017 | Nyköpings BIS | 1 - 5 | Östersund     | Nyköping  |
| 26 febbraio 2017 | Hammarby      | 3 - 3 | Varberg       | Stoccolma |
| 5 marzo 2017     | Varberg       | 1 - 1 | Nyköpings BIS | Varberg   |
| 5 marzo 2017     | Östersund     | 1 - 0 | Hammarby      | Östersund |

### Gruppo 8
| Pos. | Squadra       | Pt | G | V | N | P | GF | GS | DR  |
| ---- | ------------- | -- | - | - | - | - | -- | -- | --- |
| 1.   | Häcken        | 7  | 3 | 2 | 1 | 0 | 8  | 2  | +6  |
| 2.   | Örebro        | 5  | 3 | 1 | 2 | 0 | 7  | 2  | +5  |
| 3.   | Åtvidaberg    | 4  | 3 | 1 | 1 | 1 | 8  | 4  | +4  |
| 4.   | BKV Norrtälje | 0  | 3 | 0 | 0 | 3 | 0  | 15 | -15 |

| 18 febbraio 2017 | BKV Norrtälje | 0 - 4 | Häcken        | Norrtälje  |
| 18 febbraio 2017 | Örebro        | 1 - 1 | Åtvidaberg    | Örebro     |
| 25 febbraio 2017 | Häcken        | 3 - 1 | Åtvidaberg    | Göteborg   |
| 26 febbraio 2017 | BKV Norrtälje | 0 - 5 | Örebro        | Norrtälje  |
| 5 marzo 2017     | Örebro        | 1 - 1 | Häcken        | Örebro     |
| 5 marzo 2017     | Åtvidaberg    | 6 - 0 | BKV Norrtälje | Åtvidaberg |

## Quarti di finale
| Squadra 1     | Risultato | Squadra 2      |
| ------------- | --------- | -------------- |
| 11 marzo 2017 |           |                |
| Östersund     | 4 - 1     | Trelleborg     |
| IFK Göteborg  | 1 - 2     | IFK Norrköping |
| 12 marzo 2017 |           |                |
| Elfsborg      | 1 - 2     | Brommapojkarna |
| Häcken        | 3 - 0     | AIK            |

## Semifinali
| Squadra 1      | Risultato | Squadra 2      |
| -------------- | --------- | -------------- |
| 18 marzo 2017  |           |                |
| Häcken         | 1 - 3     | Östersund      |
| 19 marzo 2017  |           |                |
| IFK Norrköping | 4 - 0     | Brommapojkarna |

## Finale
| Arbitro: | Mohammed Al-Hakim |

|                                           |           |               |
| Mensiro 9’ Aiesh 18’ Gero 83’ Ghoddos 86’ | Marcatori | 54’ Wahlqvist |